# نهائي كأس أمريكا الجنوبية 1919
نهائي كأس أمريكا الجنوبية 1919 كانت المباراة النهائية لمسابقة كأس أمريكا الجنوبية 1919 وهي مسابقة كرة قدم تنظم من طرف اتحاد أمريكا الجنوبية لكرة القدم، أقيمت مباراة النهائي بين منتخب البرازيل ونظيره منتخب أوروغواي على ملعب Laranjeiras في ريو دي جانيرو.
فاز المنتخب البرازيلي بأول لقب في تاريخه بعد تفوقه على نظيره منتخب أوروغواي بهدف لصفر (1-0).

## عن الفريقين
عرفت البطولة حتى عام 1975 باسم "بطولة أمريكا الجنوبية لكرة القدم".

| الفريق     | سنوات التتويج في كوبا أمريكا السابقة *(للإشارة إلى فوز المنتخب في البطولة باعتباره البلد المضيف) |
| ---------- | ------------------------------------------------------------------------------------------------ |
| البرازيل   | لم يسبق له التتويج.                                                                              |
| الأوروغواي | 2 (1916*، 1917*)                                                                                 |

## المباراة
| البرازيل       | 1–0 (ب.أ.إ.)* | الأوروغواي |
| -------------- | ------------- | ---------- |
| فريدنريتش 122' |               |            |